# Karim Szahir (stanowisko)
Karim Szahir - (również Karim Szahr), stanowisko eponimiczne kultury Karim Szahir, położone w północnym Iraku na wysokości 800 m n.p.m.
Źródło: 
- Piotr Bieliński, Starożytny Bliski Wschód: Od początków gospodarki rolniczej do wprowadzenia pisma, PWN, Warszawa 1985, str.95, ISBN 83-01-05519-7
- Michel Brézillon, Encyklopedia kultur pradziejowych, WAiF, Warszawa, 1981, str.94, ISBN 83-221-0143-0